# ذا موتورشيب
ذا موتورشيب هي مجلة تتعلق بالسفن تُنشر ١١ مرة في السنة من قبل شركة "ميركاتور" للإعلام  وهي دار نشر متخصصة بعلوم البحار تقع في فارهام في المملكة المتحدة.
لدى المجلة تداول مدقق ومعتمدة من قبل ABC. إصدار نوفمبر ٢٠٠٩ للمجلة المدققة كان لديها معدل تدقيق ABC متوسط الذي يساوي توزيعه ٧٢٥٣ و ٦٢.٢٪ منها ذهبت إلى أوروبا و ٢٤.٤٪ إلى جنوب شرق أسيا و ١١.٦٪ ألى الأمريكتين. 

## التاريخ
تم تدشين مجلة ذا موتور شيب في أبريل عام ١٩٢٠  للدفاع عن قضية محرك الديزل الكبير الذي كان آنذاك جديدًا يعمل على تشغيل السفن التي تعمل في أعماق المحيطات (تعرف أيضًا بmotor ships)، كانت مجلات هندسة البحار سابقًا تركز على قوة البخار. ودورها الثاني كان ترويج صناعة السفن البريطانية حتى يكون موقعهم رائد عالميًا لكنهم تعرضوا للضغط من دول أخرى منهم ألمانيا.
نشرت من قبل دار نشر "تيمبل" التي تقع في هولبورن في لندن وازدهرت من نفس دار النشر التي تنشر مجلة The Motor Boat التي وجدت منذ عام ١٩١٢ كمجلة أسبوعية The Motor Ship and Motor Boat.
بعد أبريل ١٩٢٠ كانت كلا من دارين النشر (The Motor Shipو Motor Boat) موجودتين بجوار بعضهما يخدم كلا منهما سوقه، يوجد The Motor Ship إلى يومنا هذا لكنه يعرف بBoat & Yachting  ويُنشر من قبل شركة IPC للإعلام.
ذا موتور شيب والعنوان الشبيه له أصبحا جزء من مؤسسات النشر الدولية في عام ١٩٦٣  الذي أصبح لاحقًا جزء من شركة "ريد" العالمية (سابقًا "ريد إلسيفير") ونقلت موقعها إلى منطقة ساتون في سوري، بيعت في القرن الواحد والعشرين حتى تصبح جزء من شركة "هايبري هاوس" للإتصالات ونقلت إلى منطقة تشيم القريبة. واجهت شركة "هايبري هاوس" صعوبات في إدارتها  فبيعت مرة أُخرى إلى شركة "نيكسز" للإعلام التجاري بعدها بقليل في عام ٢٠٠٦ قررت شركة "نيكسز" بالتركيز على أسواق مهمة  وبذلك بيعت ذا موتور شيب والعناوين المشابهة World Fishing و the Icefish exhibition إلى شركة "ميركاتور" للإعلام في فبراير عام ٢٠٠٧.
عاد المالك الجديد تدشين المجلة بأقل حد من الصفحات يكون ٤٨ صفحة بزيادة الغلافات وتصميم جديد يتناسق مع تغيير العنوان إلى ذا موتورشيب.
في الأصل في عام ٢٠٠١ نُشرت المجلة بنسخة إلكترونية  ثم في ديسمبر عام ٢٠٠٩ تم إعادة تدشين المجلة بالكامل بشكل متجدد ومحسن حتى أصبحت المجلة ترسل عبر البريد الألكتروني بشكل أسبوعي للأعضاء المشتركين وتُنشر المواضع مسبقًا عبر تويتر. 
اعتبارًا من ديسمبر ٢٠١٨ أصبح محرر المجلة هو نيك إدستورم  وناشرها أندرو ويبستر. يتضمن المساهمون في المقالات توم تود (صناعة وتصليح السفن الألمانية) وداق بايك   (سفن عالية السرعة ومتخصصة) وويندي لاورسين وديفد تينسلي وهينريك سيجيركرانتز ويوجين قيردن (روسيا) ودينزل ستيوارت و جاك قاستون  (القاطرات والسحب).

## المحتوى
القراء المستهدفين لمجلة ذا موتورشيب هم المخرجين التقنيين ومدراء ومشرفين السفن وشركات الإدارة التقنية للسفن كما يوجد من القراء بناة السفن واستشاريون وتصميم السفن وشركات الهندسة المعمارية البحرية  وموردو المعدات البحرية والمجلة أيضًا مقروءة على نطاق واسع ما بين الضباط المهندسون البحريون على متن السفن التجارية. تركز المجلة على السفينة نفسها و آلاتها ومعداتها بدلًا من الشحن عامًة والبضائع واللوجستيات والمسائل التشغيلية. فإنها تغطي جميع السفن التجارية في أعماق البحار والسفن قصيرة البحر (الساحلية) التي تخدم التجار المدرة للدخل وتهدف لتغطية جميع التطورات الحاصلة في مجال بناء السفن ومعداتها عالميًا بالتركيز على دفع السفن. كل إصدار للمجلة يتضمن تشكيلة من الأخبار بما في ذلك الأخبار التي تتحور عن معدات والآلات والحصريات وآراء. تنشر مجلة ذا موتورشيب بشكل مستقل عن الجمعيات والمؤسسات المهنية.

## المؤتمر
نُظم مؤتمر ذا موتورشيب لدفع السفن و انبعاثاتها الذي عرف سابقًا بمؤتمر الدفع البحري للمرة الأولى في عام ١٩٧٩، تم تغيير الاسم بعد أخذ مجلة Marine Propulsion and Auxiliary Machinery (أُطلقت في عام ١٩٨٥ من قبل شركة "أرغوس" للإعلام التجاري كمنافس لذا موتورشيب) الإسم لتسمي مؤتمرها الخاص، عُقد المؤتمر في نسخته الرابعة والثلاثون في عام ٢٠١٢ في مدينة هامبورغ الألمانية  وسيعقد مؤتمر عام ٢٠١٣ في مدينة كوبنهاغن الدينماركية.  سوف يعقد المزيد من المؤتمرات المتعلقة بمجلة ذا موتورشيب تحت السلطة الحالية وأحدث مؤتمر كان يتعلق بالسفن التي تعمل بالغاز  وعقد للمرة الأولى في أكتوبر عام ٢٠١٠ في مدينة هامبورغ وبعدها أُقيم في بيرجين. سيعقد مؤتمر ٢٠١٣ في سفينة "ڤايكينج قريس" التي تعمل بالغاز.